# آشیکاگا یوشی‌هیده

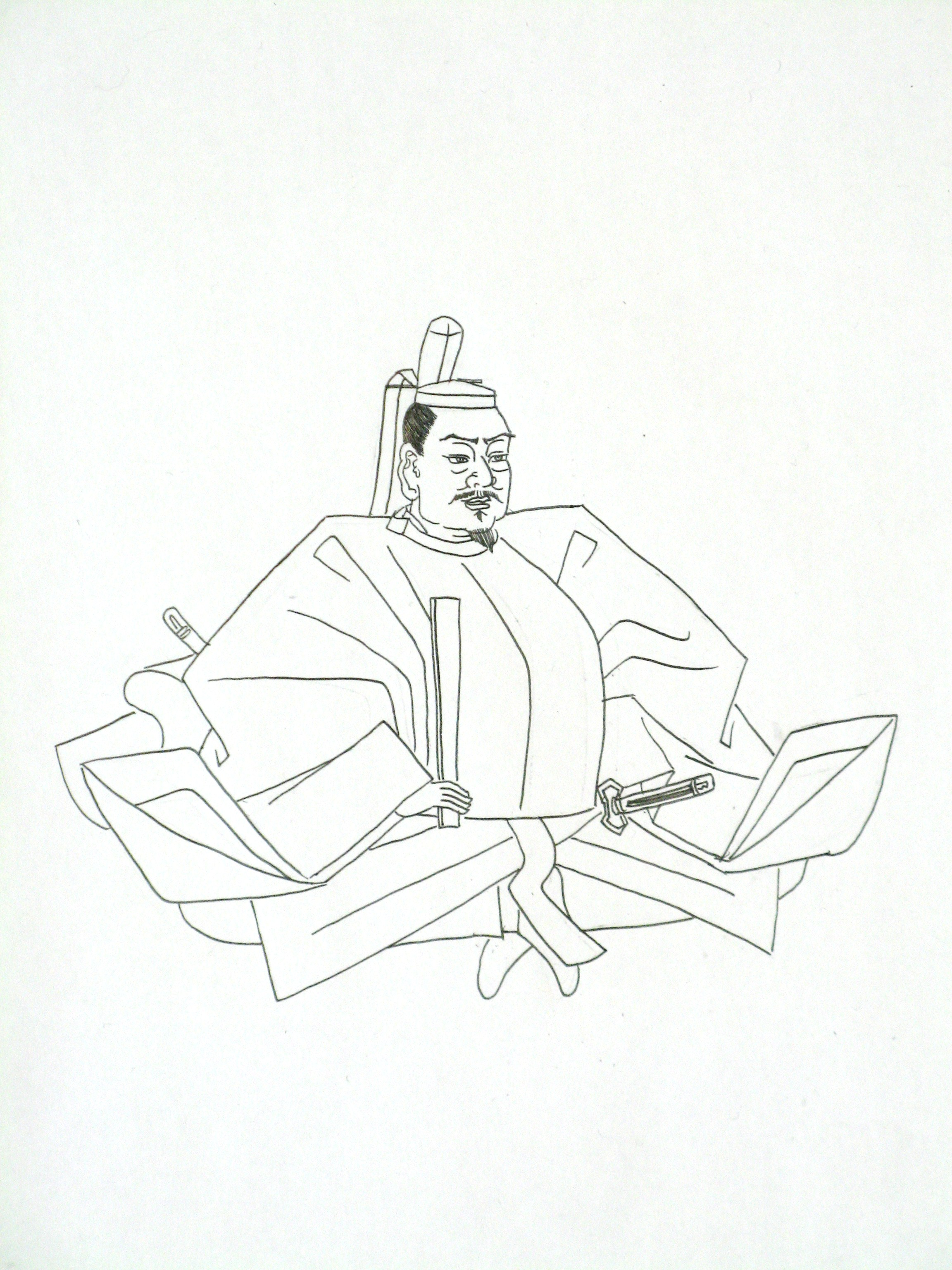
آشیکاگا یوشی‌هیده، چهاردهمین شوگون آشیکاگا

آشیکاگا یوشی‌هیده (به ژاپنی: 足利 義栄 Ashikaga Yoshihide)(۱۵۳۸ – ۲۸ اکتبر، ۱۵۶۸) چهاردهمین شوگون از شوگون‌سالاری آشیکاگا بود. او تنها چند ماه در سال ۱۵۶۸ و در اواخر دوره موروماچی در ژاپن این سمت را برعهده داشت.

## زندگی‌نامه
مدت کوتاهی پس از اعلام به «شوگون» شدن، یوشی‌هیده بر اثر یک بیماری مسری درگذشت. در همان ماه، اودا نوبوناگا ارتش خود را به کیوتو برد و کنترل پایتخت را به دست گرفت. نوبوناگا آشیکاگا یوشی‌آکی را به‌عنوان پانزدهمین «شوگون» منصوب کرد.